# Izumi-Chūō (metropolitana di Sendai)
Izumi-Chūō (泉中央駅?, Izumi-Chūō-eki) è una stazione della metropolitana di Sendai situata nel quartiere di Izumi-ku nella zona nord di Sendai, in Giappone. Attualmente essa è il capolinea nord della linea Namboku.

## Linee
■ Linea Namboku

## Struttura
La stazione, è dotata di un marciapiede centrale con due binari protetti da porte di banchina a mezza altezza, ed è realizzata sottoterra. In superficie è presente il centro commerciale "Swing" e un terminal bus per l'interscambio con i quartieri periferici.
| 1-2 | ■ Linea Namboku | per Sendai e Tomizawa |

## Stazioni adiacenti
| «             | Servizio      | »             |
| Linea Namboku | Linea Namboku | Linea Namboku |
| ------------- | ------------- | ------------- |
| Capolinea     | -             | Yaotome       |